# Diphasiastrum ×oellgaardii
Espèce
Diphasiastrum x oellgaardii est une espèce de lycopode, hybride naturel, de la sous-famille des Lycopodioidées.

## Taxonomie

### Historique
Le taxon Diphasiastrum × oellgaardii a été décrit pour la première fois en 1996 par Jan P. Stoor, Michel Boudrie, Klaus Horn, Marc Jérôme et Wolfgang Bennert. Cette description a été publiée dans les Nouvelles Archives du Muséum d'Histoire Naturelle de Lyon, dans un article consacré aux hybrides de Diphasiastrum en Europe.

### Étymologie
Cet hybride est dédié à Benjamin Øllgaard, un botaniste danois contemporain, spécialisé dans l’étude des lycopodes et qui reconnut le premier l’existence de deux entités distinctes dans ce qui était nommé précédemment D. x issleri .

### Description
Diphasiastrum × oellgaardii est une plante intermédiaire entre D. alpinum et D. tristachyum.
Son origine hybride se manifeste notamment par une proportion élevée de spores avortées, estimée entre 30 et 50 %.

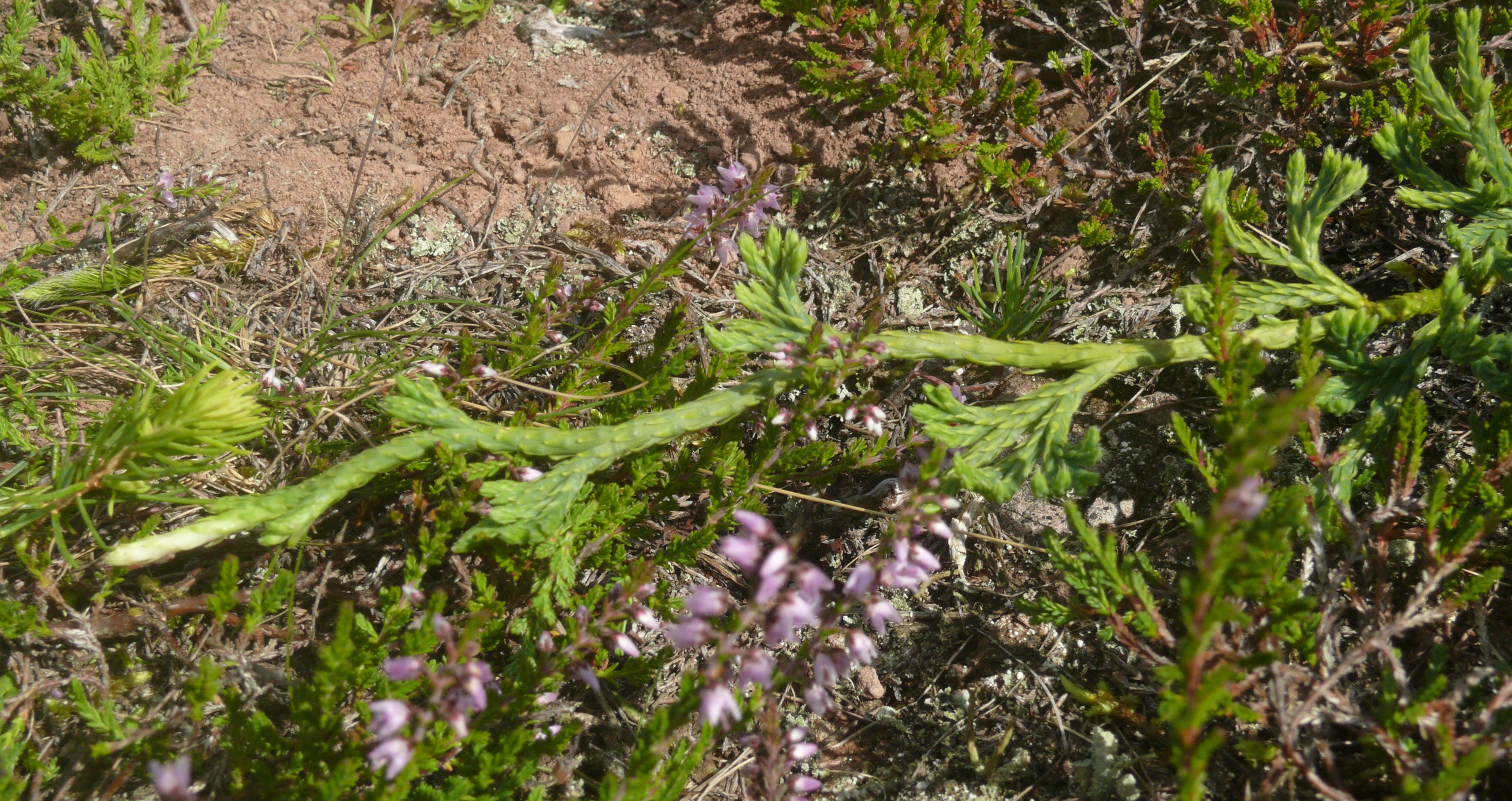
Gros plan sur la tige rampante de D. x oellgaardii

La tige principale est longuement rampante, située juste sous la surface du sol ou légèrement enfouie, et porte des groupes de rameaux ramifiés. L’architecture générale de ces rameaux rappelle fortement celle de D. alpinum, bien qu'ils soient en moyenne plus longs.
La principale différence avec D. alpinum, espèce avec laquelle la confusion est fréquente, réside dans la structure des rameaux : chez × oellgaardii, les rameaux feuillés sont nettement aplaties. Les feuilles latérales ne sont pas repliées vers la face inférieure, tandis que celles de la face inférieure sont bien appliquées contre l’axe, sans formation d’un pétiolule. Ce net aplatissement fait que les rameaux ne peuvent pas facilement rouler entre les doigts, contrairement à ceux de D. alpinum.
Les épis sont majoritairement typiques de D. alpinum, mais certains montrent l’influence de D. tristachyum : pédoncules plus longs et plus dénudés, épis bifurqués ou portés par un pédoncule lui-même bifurqué.
Diphasiastrum × oellgaardii est également très proche de D. × issleri, dont il n’a été clairement différencié qu’au cours des années 1990.
Il s’en distingue par une teinte de vert nettement bleutée (notamment sur les pousses de l’année) et par des rameaux légèrement moins larges. De plus, les feuilles de la face inférieure sont proportionnellement un peu plus grandes, reflet de l'influence de D. tristachyum plutôt que de D. complanatum subsp. complanatum, qui est impliqué dans la parenté de D. × issleri.
Il s'agit d'une plante vivace à fructification estivale, dont les rameaux végétatifs persistent toute l'année.
Sur le plan cytogénétique, Diphasiastrum × oellgaardii est un hybride diploïde, avec 2n = 46 chromosomes ,.

## Distribution et habitat

### Distribution
Il s’agit d’un hybride essentiellement européen .

#### En europe
Diphasiastrum × oellgaardii est connu de manière sporadique en Scandinavie (Norvège et Danemark) ainsi qu’en Europe centrale, depuis la Forêt-Noire jusqu’à la Bohême et aux Alpes italiennes. 
En France, l'hybride n'est présent que dans quelques localités isolées, principalement dans le massif vosgien et le Massif central. Dans les Vosges, il a été observé au Champ du Feu et dans le secteur de Grandfontaine ; il n’a en revanche pas été revu depuis 1991 au Ballon d’Alsace. Dans le Massif central, des stations sont connues au puy de la Tuile (Aubrac) et à Pierre-Bazanne (monts du Forez). Il était également autrefois signalé dans les monts du Cantal. L’identification de D. × oellgaardii a longtemps été source de nombreuses confusions, notamment avec D. × issleri ou avec des formes étiolées de D. alpinum, entraînant des erreurs dans les mentions signalées pour certaines localités du Nord-Est, des Alpes du Nord et du Massif central. Concernant l’Isère, un ancien spécimen d’herbier reste à confirmer. Dans le Rhône, une récolte effectuée en 1991 dans les monts de Tarare n’a jamais pu être vérifiée .

#### Hors d'Europe

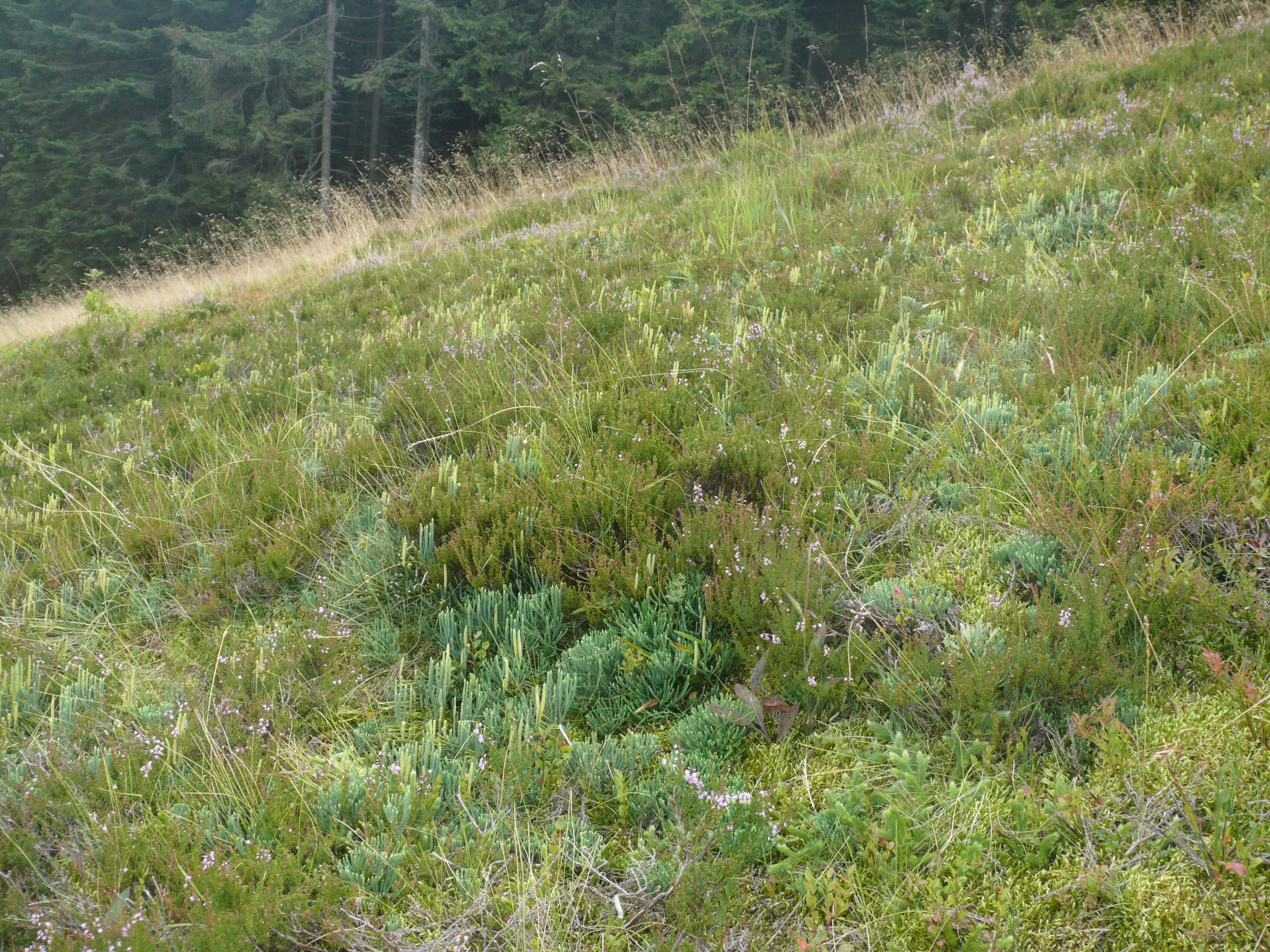
Exemple d’habitat de D. x oellgaardii

On retrouve cet hybride en Turquie, dans la partie orientale de la chaîne pontique .

### Habitat
Diphasiastrum × oellgaardii est une plante inféodée aux terrains siliceux ou superficiellement décalcifiés, où elle colonise principalement les zones dénudées de landes à callune et myrtille, ainsi que les rhodoraies (formations à rhododendrons).
Elle pousse à basse altitude au Danemark, mais peut s'élever jusqu'à environ 2000 mètres dans les Alpes italiennes .